# Cour administrative suprême de Bulgarie
La Cour administrative suprême de Bulgarie (Bulgare : Върховният административен съд) est la juridiction suprême de l'ordre administratif de ce pays. Elle connait des litiges concernant la légalité des actes administratifs pris par les autorités bulgares. Le contrôle de constitutionnalité relève quant à lui de la Cour constitutionnelle, et le reste des matières civile et pénale de la Cour suprême de cassation.

## Compétence
La mission de la Cour est défini dans la Constitution bulgare de 1991 à son article 125 :
(1) La Cour administrative suprême exerce le contrôle juridictionnel suprême quant à l'application précise et égale de la loi dans la justice administrative.
(2) La Cour administrative suprême statue sur toutes les contestations de la légalité des actes du Conseil des ministres et des différents ministres, ainsi que d'autres actes déterminés par la loi.
En plus de sa compétence de premier et dernier ressort pour les actes de portée nationale (comme vu au (2) précédemment), la Cour connait des pourvois contre les jugements des 28 tribunaux administratifs régionaux de Bulgarie. Elle peut également ordonner la révision d'une affaire.

## Histoire
La Cour tient ses origine de la section administrative de la Cour suprême, créée le 25 novembre 1878 en tant que l'une des trois sections au sein d'une unique juridiction. La Cour administrative suprême devînt une institution distincte avec la promulgation de la loi sur la justice administrative du 3 avril 1912. La Constitution de la République populaire de Bulgarie de 1947 ne prévoyait pas de contrôle juridictionnel sur les actes administratifs et, par conséquent, la Cour administrative suprême a été supprimée en 1948 en vertu de la loi sur la structure des tribunaux populaires. 
La septième Grande Assemblée nationale bulgare a rétabli la Cour en 1991. En effet, la Constitution de la République de Bulgarie de 1991 prévoyait la création d'une Cour administrative suprême dans un délai d'un an. Cette exigence n'a pas été remplie et la Cour n'a été rétablie qu'en 1996.

## Composition et structure
La Cour se compose de deux collèges et de six divisions, chacune ayant un domaine de compétences particulier.
L'actuel président de la Cour administrative suprême est Georgi Kolev. Il a été nommé à ce poste en 2010. Les vice-présidents sont Veneta Markovska et Galina Solakova. 
La Cour administrative suprême publie un périodique, la revue de la justice administrative. Il est utilisé pour décrire les problèmes du droit administratif et pour présenter les pratiques des institutions juridictionnelles européennes.